# Великис, Миколас
Мико́лас Вели́кис (лит. Mykolas Velykis, рус. Михаил Михайлович Великис 12 ноября 1884 — 24 января 1955) — российский и литовский военачальник, один из основателей литовской армии, военный министр, бригадный генерал.

## Биография
Родился в д. Линониуосе Поневежского уезда Ковенской губернии.
Рано оставшись без родителей (отец был фермером), воспитывался в семье родственников. Учился в Паневежисе. Работал железнодорожником в Сибири.
В 1908 году окончил Виленское пехотное юнкерское училище. Проходил службу в Сувалках и Минске. На 1 января 1909 года — подпоручик 20-го стрелкового полка в г. Сувалки.
В Первую мировую войну воевал на Юго-Западном фронте в Галиции, в штабе Брусилова.
После возвращения из России в Вильнe в июне 1918 года стал работать в комиссии по безопасности Государственного Совета Литвы (лит. Lietuvos Valstybės Taryba). Вместе с К. Шкирпой разрабатывал проекты вновь создаваемых литовских военных учреждений. Под его руководством в литовской армии были созданы первые пехотные полки, кавалерия и военная комендатура, была объявлена первая мобилизация (15 января 1919 года), основано Каунасское военное училище (25 января 1919 года).
С 24 декабря 1918 года временно выполнял обязанности военного министра в первом кабинете министров Литвы. 26 декабря 1918 года занял пост военного министра во 2-м составе кабинета министров (до 16 марта 1920 года?). В период действия следующего кабинета министров возглавлял Генеральный штаб.
Подавал в отставку, но в сентябре 1920 года вновь вернулся на службу. Был назначен помощником инспектора по строевой части, потом — командиром полка. В 1921 году стал командиром дивизии. С 1923 года одновременно — начальник Каунасского (столичного) гарнизона.
В 1924 году присвоено воинское звание полковник и назначен командующим 2-го военного округа.
В 1926 году после государственного переворота отправлен в отставку с присвоением звания бригадного генерала. Был награждён литовскими медалями и 3 орденами (о российских наградах сведений нет). Преподавал на высших офицерских курсах и в Каунасском военном училище. Активно сотрудничал с военно-научными кругами, военным советом и обществом ветеранов армии.
Публиковался в изданиях «Kariūnas» («Юнкер»), «Lietuvos žinios» («Литовские новости») и других. Был председателем военно-экономического акционерного общества. С компаньоном основал акционерное общество (фабрику) «Stumbro», являлся представителем фирмы «Vikers» в Литве. Хотя в 1940 году фабрика была национализирована, сам Великис на тот момент репрессий избежал.
В 1919—1944 годах проживал в Каунасе, позднее имел собственный дом в Панемунене на улице Клеву. В 1944 году, отметив своё 60-летие, был арестован НКВД и осужден на 8 лет по нескольким пунктам ст. 58 УК РСФСР. Содержался в тюрьмах Вильнюса и Каунаса. В 1946 году сослан в Сибирь.
11 декабря 1951 года вновь осужден в Вильнюсе на 25 лет и 5 лет ссылки. Отбывал срок в архангельских лагерях.
Умер от воспаления легких в Вильнюсе, возвращаясь в Каунас после освобождения из заключения по амнистии. Похоронен в Каунасе на кладбище Аукштосиос Панемунес (Aukštosios Panemunės kapinėse).
В Литве ему поставлен памятник (автор — народный художник Я. Матулис). В 1999 году в Вичиуноузе его именем названа новая улица (решение Каунасского самоуправления № 60 от 26.01.1999 г.).